# 莫法特分布
莫法特分布（英語：Moffat distribution）是一个基于洛伦兹分布的连续概率分布，以加拿大天文学家安东尼·莫法特（1969）命名。莫法特分布在天体物理上能够精确地描述点扩散函数。其他分布如高斯分布和洛伦兹分布都无法精确描述点扩散函数在两翼的特征。

## 表达式
直角坐标下，
{\displaystyle f(x,y;\alpha ,\beta )={\frac {\beta -1}{\pi \alpha ^{2}}}\left[1+\left({\frac {x^{2}+y^{2}}{\alpha ^{2}}}\right)\right]^{-\beta },}
极坐标下，
{\displaystyle f(r;\alpha ,\beta )=2{\frac {\beta -1}{\alpha ^{2}}}\left[1+\left({\frac {r^{2}}{\alpha ^{2}}}\right)\right]^{-\beta }.}
其中 {\displaystyle \alpha } 和 {\displaystyle \beta } 是与视宁度有关的参数。